# ملعب باختاكور المركزي
ملعب باختاكور المركزي هو ملعب متعدد الاستخدام يقع في طشقند عاصمة أوزبكستان. غالبا ما يتم استخدامه لمباريات كرة القدم. يسع الملعب لجلوس 35 ألف متفرج. يعتبر الملعب الرسمي الذي يخوض فيه منتخب أوزبكستان مبارياته الدولية. تم بنائه في سنة 1956 ثم تم تجديده في سنة 1996.